# Marchabat Schajymbetow

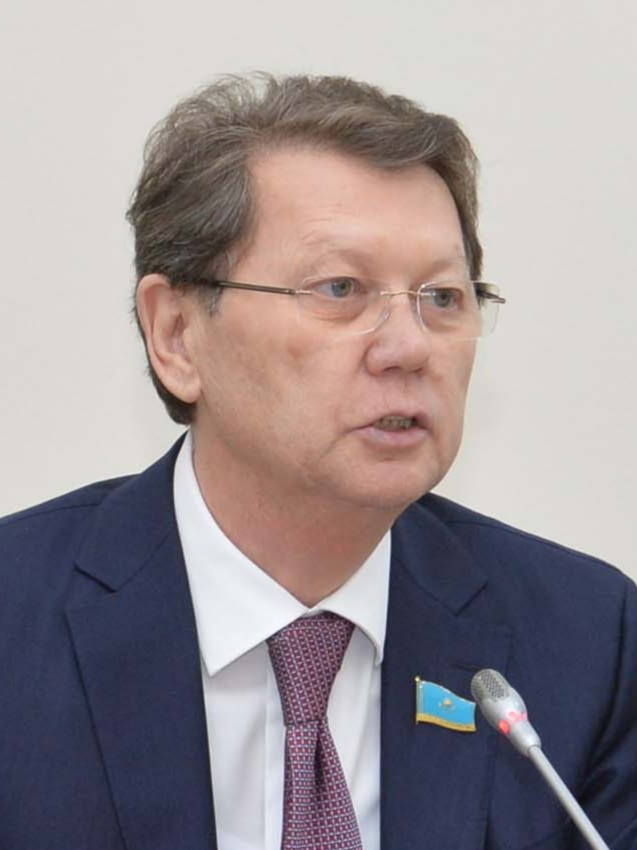
Marchabat Schajymbetow (2023)

Marchabat Schajymbetuly Schajymbetow (kasachisch Мархабат Жайымбетұлы Жайымбетов, russisch Мархабат Жайымбетович Жайымбетов Marchabat Schajymbetowitsch Schajymbetow; * 17. Mai 1965 in Schdanowo, Oblast Ksyl-Orda, Kasachische SSR) ist ein kasachischer Politiker (Amanat).

## Leben
Schajymbetow wurde 1965 in Schdanowo (heute: Arandy) im heutigen Audan Qasaly im Gebiet Qysylorda geboren. 1989 schloss er ein Studium am Landwirtschaftlichen Institut Wolgograd ab. 2011 erlangte er einen weiteren Abschluss in Wirtschaft und Unternehmensführung an der Qorqyt Ata-Universität Qysylorda. 2009 erwarb er an der Akademie für öffentliche Verwaltung unter dem Präsidenten der Republik Kasachstan einen weiteren Abschluss.
Zwischen 1993 und 2005 war er in verschiedenen Positionen bei unterschiedlichen Unternehmen der Erdölbranche tätig. Von 2005 bis 2008 war er Leiter der Abteilung für Notsituationen der Gebietes Qysylorda. Ab 2008 war Schajymbetow stellvertretender Äkim (Gouverneur) des Gebietes Qysylorda. Von Juni 2010 bis Februar 2013 war er Bürgermeister der Stadt Qysylorda und anschließend Äkim des Audan Aral. Zwischen 2014 und 2015 bekleidete er die Position des Staatsinspektors der Verwaltung des Präsidenten der Republik Kasachstan. In den folgenden Jahren hatte er verschiedene Positionen in mehreren Ministerien inne, so war er bis 2021 Vorsitzender des Ausschusses für Bauwesen, Wohnungswesen und kommunale Dienstleistungen im Ministerium für Volkswirtschaft und danach Berater im Ministerium für Industrie und Infrastrukturentwicklung. Ab dem 10. März 2022 war Schajymbetow stellvertretender Äkim des Gebietes Qysylorda.
Zur kasachischen Parlamentswahl 2023 wurde er von seiner Partei Amanat als Kandidat im Wahlkreis Qysylorda aufgestellt. Er bekam 46,3 Prozent der Stimmen und konnte sich damit gegen neun andere Kandidaten durchsetzen. Damit ist er seit dem 27. März 2023 Abgeordneter in der Mäschilis, wo er Mitglied des Ausschusses für Finanzen und Haushalt ist.